# Лесань (Жлобинский район)
Лесань (бел. Лясань) — деревня в Солонском сельсовете Жлобинского района Гомельской области Белоруссии.

## География

### Расположение
В 8 км на юго-запад от районного центра и железнодорожной станции Жлобин (на линии Бобруйск — Гомель), 95 км от Гомеля.

## Транспортная сеть
Транспортные связи по просёлочной, а затем автомобильной дороге Папоротное — Жлобин. Планировка состоит из короткой прямолинейной широтной улицы, застроенной неплотно деревянными усадьбами.

## История
Обнаруженный археологами курганный могильник (27 насыпей в 2 км на запад от деревни) свидетельствует о заселении этих мест с давних времён. По письменным источникам известна с XIX века как хутор в Стрешинской волости Рогачёвского уезда Могилёвской губернии. В 1909 году 472 десятины земли.
В 1931 году жители вступили в колхоз. Во время Великой Отечественной войны в июне 1943 года оккупанты полностью сожгли деревню и убили 23 жителей. 9 жителей погибли на фронте. Согласно переписи 1959 года в составе совхоза «Нива» (центр — деревня Нивы).

## Население

### Численность
- 2004 год — 10 хозяйств, 18 жителей.

### Динамика
- 1897 год — 12 дворов, 56 жителей (согласно переписи).
- 1909 год — 69 жителей.
- 1925 год — 17 дворов.
- 1940 год — 25 дворов, 126 жителей.
- 1959 год — 170 жителей (согласно переписи).
- 2004 год — 10 хозяйств, 18 жителей.

## Известные уроженцы
- А. Л. Циркунов — белорусский художник.